# Gud mäter sin styrka
Gud mäter sin styrka är en psalm med text skriven 1986 av Ylva Eggehorn. Musiken är skriven 1986 av Uno Sandén.

## Publicerad som
- Nr 867 i Psalmer i 90-talet under rubriken "Gemenskapen med Gud och Kristus".